# برگ بیدی (سرده)
برگ بیدی، ترادسکانتیا سرده حدود ۷۱ گونه گیاه چندساله در خانواده کملیناسه، بومی جهان نو از جنوب کانادا تا شمال آرژانتین است.

## نگاره

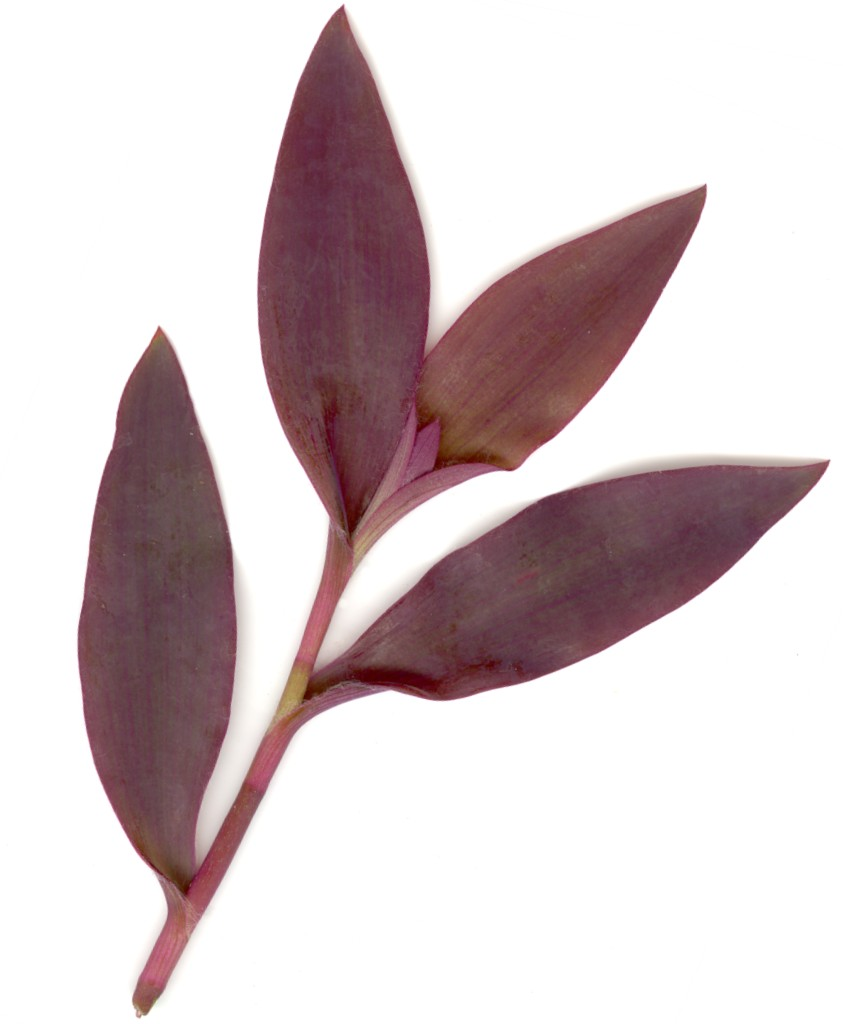
روی برگ ترادسکانتیا پالیدا
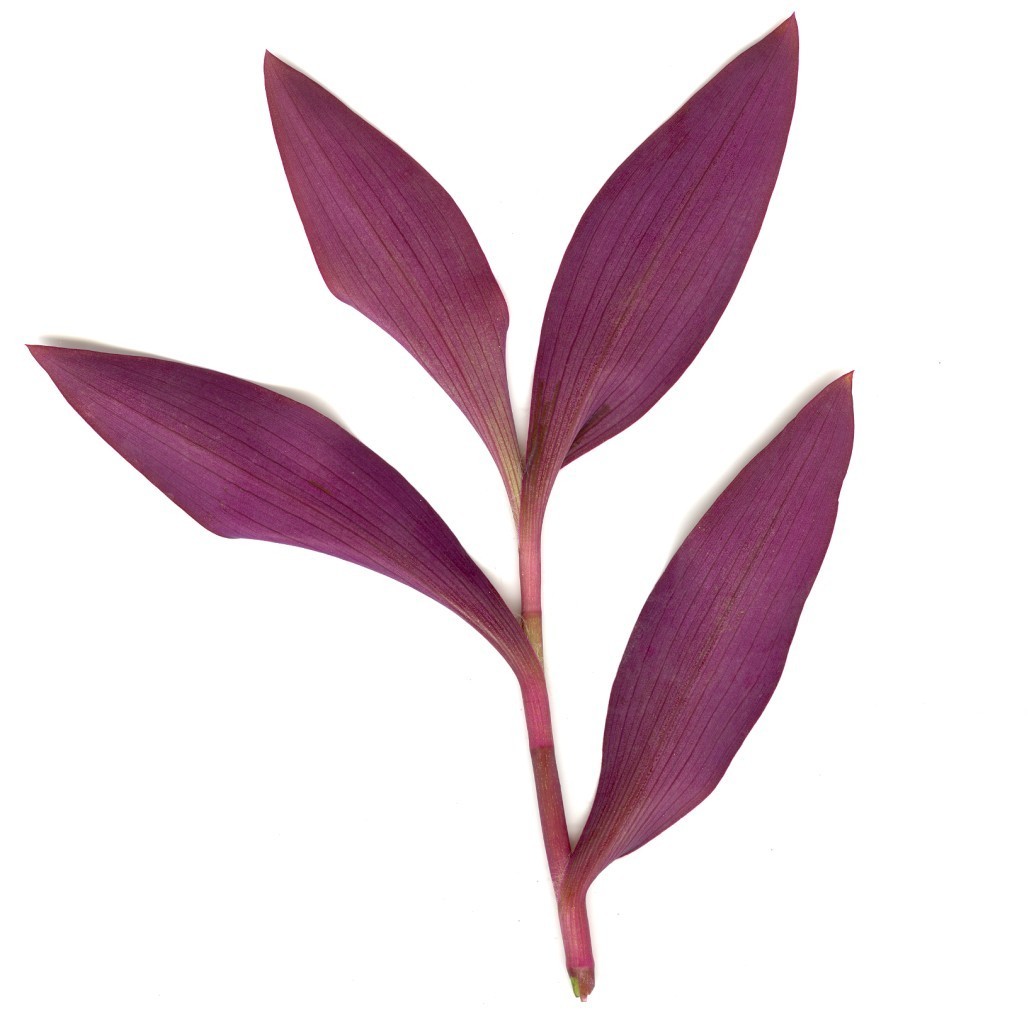
پشت برگ ترادسکانتیا پالیدا
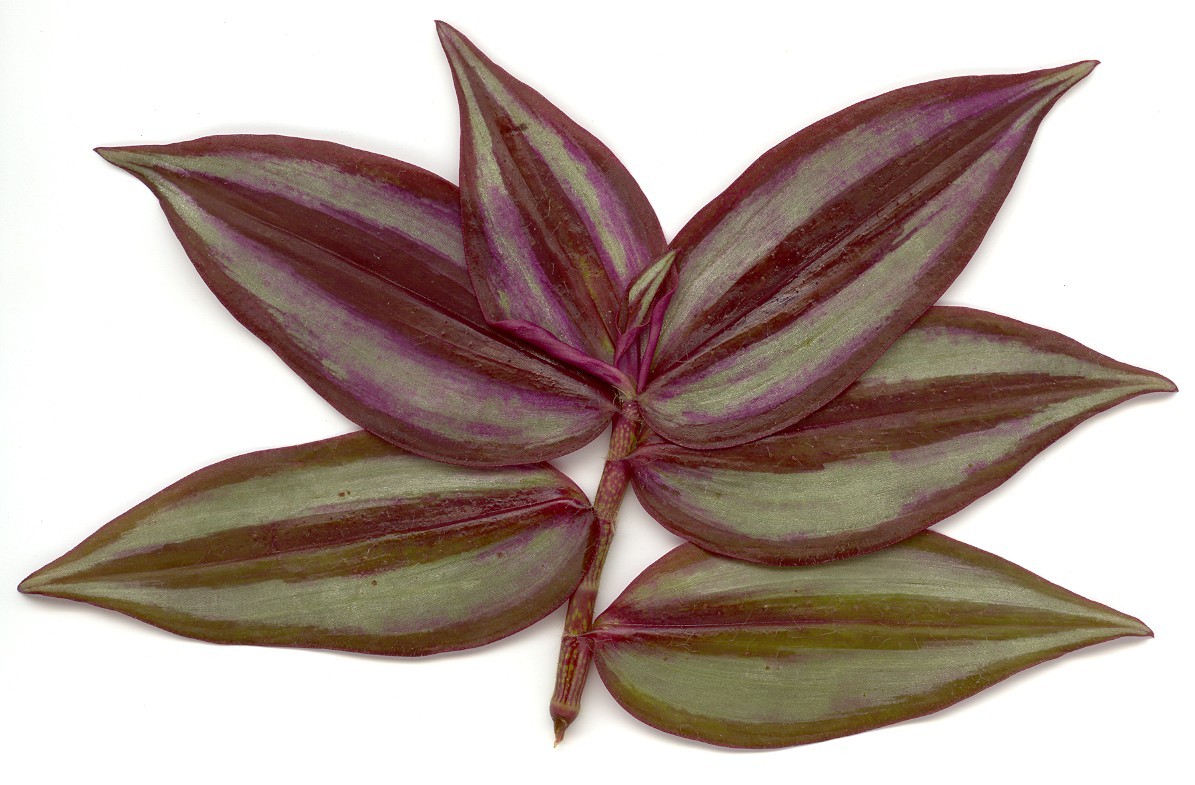
روی برگ ترادسکانتیا زبرینا
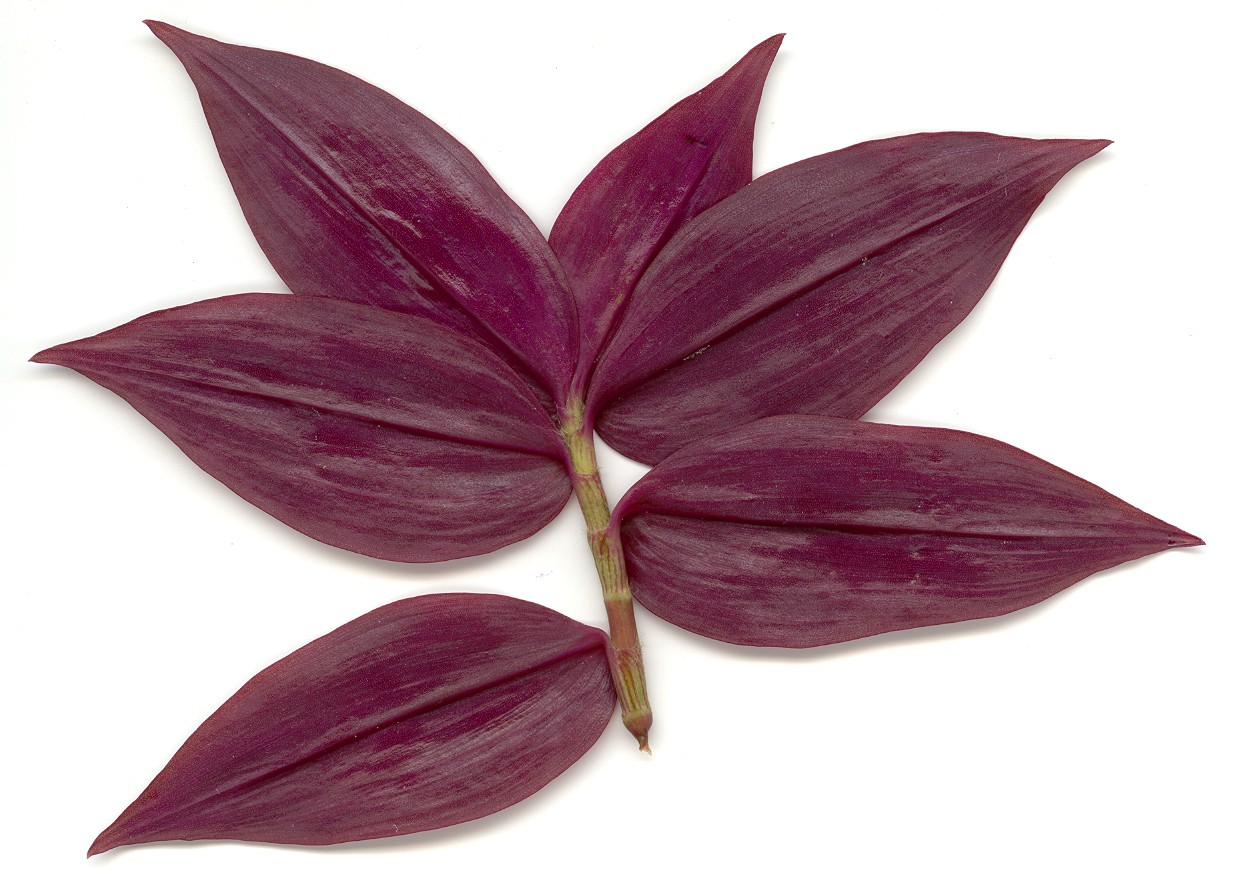
پشت برگ ترادسکانتیا زبرینا

## نیازها[۶]

### نور
به نور زیاد ولی غیر مستقیم نیاز دارد ولی از قرار دادن گیاه در نور مستقیم بپرهیزید. اگر نور کافی به گیاه نرسد، رشد علفی پیدا می کند.

### دما
برگ بیدی به سرمای زیر ۱۳ درجه‌ی سانتیگراد حساس است و برگ ها در صورت قرار گرفتن در محیط سرد به بنفش تغییر رنگ پیدا می کنند.

### آبیاری
تابستان هفته‌ای ۲ بار و در زمستان هفته‌ای ۱ بار آبیاری را انجام دهید. در تمام طول سال خاک را مرطوب نگه داريد.  به غبار پاشی نیاز دارد. سعی کنید هفته ای یک مرتبه این کار را انجام بدهید.

### خاک و کود
خاک ليمونی و يا خاک حاصلخیز باغچه، ماسه و تورب برای برگ بیدی ها مناسب است. همچنین دوستدار خاک قليايی است. برای کود دهی ۳ گرم در لیتر هر ۲ هفته ۱ بار با كودهای شيميايی مايع يا جامد محلول در آب از فروردین تا مهر ماه مناسب است.  استفاده از کود آهن برای گیاهان ابلق توصیه نمی شود. می‌توان از کودهای پودری جامد که حاوی سه عنصر اصلی نیتروژن،  پتاسیم و فسفر هستند و به نام کود سه بیست نیز شناخته می‌شوند، هر دو هفته یک بار در فصل بهار و تابستان، برای تقویت و رشد بهتر گیاه، استفاده نمود.